# By the Sea (2015)
By the Sea is een Amerikaanse film uit 2015, geschreven en geregisseerd door Angelina Jolie Pitt, met Angelina Jolie en Brad Pitt in de hoofdrollen. De film ging in première op 5 november op het AFI Fest.

## Verhaal
Frankrijk, midden jaren 1970. Vanessa, een voormalige danseres en haar man Roland, een Amerikaanse schrijver, besluiten om door Frankrijk te gaan reizen. Tijdens hun reis wordt het duidelijk dat de twee steeds verder uit elkaar groeien. Uiteindelijk komen ze in een rustige badplaats terecht waar ze blijven hangen en betrokken geraken met de lokale bevolking.

## Rolverdeling
| Acteur            | Personage |
| ----------------- | --------- |
| Brad Pitt         | Roland    |
| Angelina Jolie    | Vanessa   |
| Mélanie Laurent   | Léa       |
| Niels Arestrup    | Michel    |
| Melvil Poupaud    | François  |
| Richard Bohringer | Patrice   |

## Productie
De film was de eerste samenwerking van het echtpaar Jolie en Pitt sinds "Mr. & Mrs. Smith" (2005). Het filmen begon op 19 augustus 2014 in Malta en eindigde op 10 november 2014. De film kreeg matige tot slechte kritieken van de filmcritici, met een score van 29% op "Rotten Tomatoes" en deed het ook niet goed aan de kassa in het openingsweekend.